# Intensión
En lógica, filosofía del lenguaje y otras disciplinas que estudian los signos y el significado, la intensión de una expresión es su significado o connotación en contraste con la extensión de la misma, que consiste en las entidades a las cuales la expresión se aplica. Por ejemplo, mientras que los predicados "presidente de los Estados Unidos" y "Comandante en Jefe de las Fuerzas Armadas de los Estados Unidos" tienen la misma extensión (refieren a la misma persona), está claro que no tienen el mismo significado, es decir la misma intensión. Hilary Putnam da el siguiente ejemplo:

Criatura con corazón

Criatura con riñones

Y explica:

«Suponiendo que toda criatura con corazón posee un riñón, y viceversa, la extensión de estos dos términos será la misma. Pero obviamente difieren en cuanto a su significado [intensión].»

No debe confundirse la intensión con la intención, que es otro concepto distinto aunque relacionado.

## En matemáticas
Un conjunto puede definirse intensionalmente al dar condiciones necesarias y suficientes para que un elemento pertenezca a ese conjunto. Por ejemplo, una definición intensional del conjunto de los solteros podría ser: todos los x tal que x es un hombre no casado. Ser un hombre no casado es una condición necesaria aunque no suficiente para pertenecer al conjunto de los solteros, ya que se puede estar no casado, sin forzosamente, ser soltero (por ejemplo, viudo o divorciado).